# Сорокин, Михаил Валерьевич
Михаил Валерьевич Сорокин (род. 1 августа 1981, Уфа) — российско-казахстанский ориентировщик на лыжах, мастер спорта Республики Казахстан международного класса.

## Биография
Начал заниматься ориентированием в Уфе. Этим же видом спорта занимался и его брат — Егор. Их тренером был В. А. Капитонов.
М. В. Сорокин на молодёжном чемпионате мира 2001 года, выступая за Россию, завоевал бронзу в эстафете и на длинной дистанции. А на следующем чемпионате стал чемпионом на классической (длинной) дистанции.
В марте 2004 года на чемпионате России завоевал бронзовые награды на длинной и средней дистанциях.
В январе 2008 года стал чемпионом России на длинной дистанции и в спринте.
На зимней Азиаде 2011 года в соревнованиях, проходивших в Солдатском ущелье вблизи Текели, М. В. Сорокин стал четырёхкратным чемпионом.
Участник двух чемпионатов мира. В 2009 году в Русуцу был 12-м на длинной дистанции. В 2011 году в Швеции выступал во всех пяти видах: был восьмым в эстафете, спринте и на длинной дистанции, шестым — в смешанной эстафете (с Ольгой Новиковой), а на средней дистанции — 22-м.
Перед домашним чемпионатом мира занимает 32-ю строчку в мировом рейтинге, причём является первым среди азиатских (и неевропейских вообще) спортсменов.
На чемпионате мира в был 16-м в спринте, 15-м — на длинной дистанции, 16-м — на средней дистанции, 9-м — в эстафете и 7-м — в смешанной эстафете.
В 2015 году у него родилась дочь Есения.